# Hristo Misirkov
Hristo (Cristo, Krste) Misirkov (n. 1874, Postol, Imperiul Otoman – d. 1926, Sofia, Bulgaria; în bulgară Кръсте (Кръстьо) Петков Мисирков; în macedoneană Крсте Петков Мисирков) a fost un filolog, jurnalist, istoric și etnograf macedonean și bulgar. 
A fost una dintre cele mai proeminente figuri ale mișcării macedonene. El a fost creatorul limbii literare macedonene; conceptul său avea o orientare puternic anti-sârbă, anti-greacă și (în anumite perioade ale vieții și operei sale) parțial anti-bulgară. În anumite perioade ale vieții și operei sale, Misirkov a fost un apărător al drepturilor bulgarilor din Macedonia și Basarabia. În Macedonia de Nord actuală, Misirkov este recunoscut drept cel mai mare macedonean al secolului al XX-lea.
A fost, de asemenea, membru al Sfatului Țării al Republicii Democratice Moldovenești.

## Sfatul Țării
A fost unul din membrii Sfatului Țării care s-a abținut de la votul de Unire a Basarabiei cu România în sesiunea din 27 martie 1918.

## Galerie de imagini

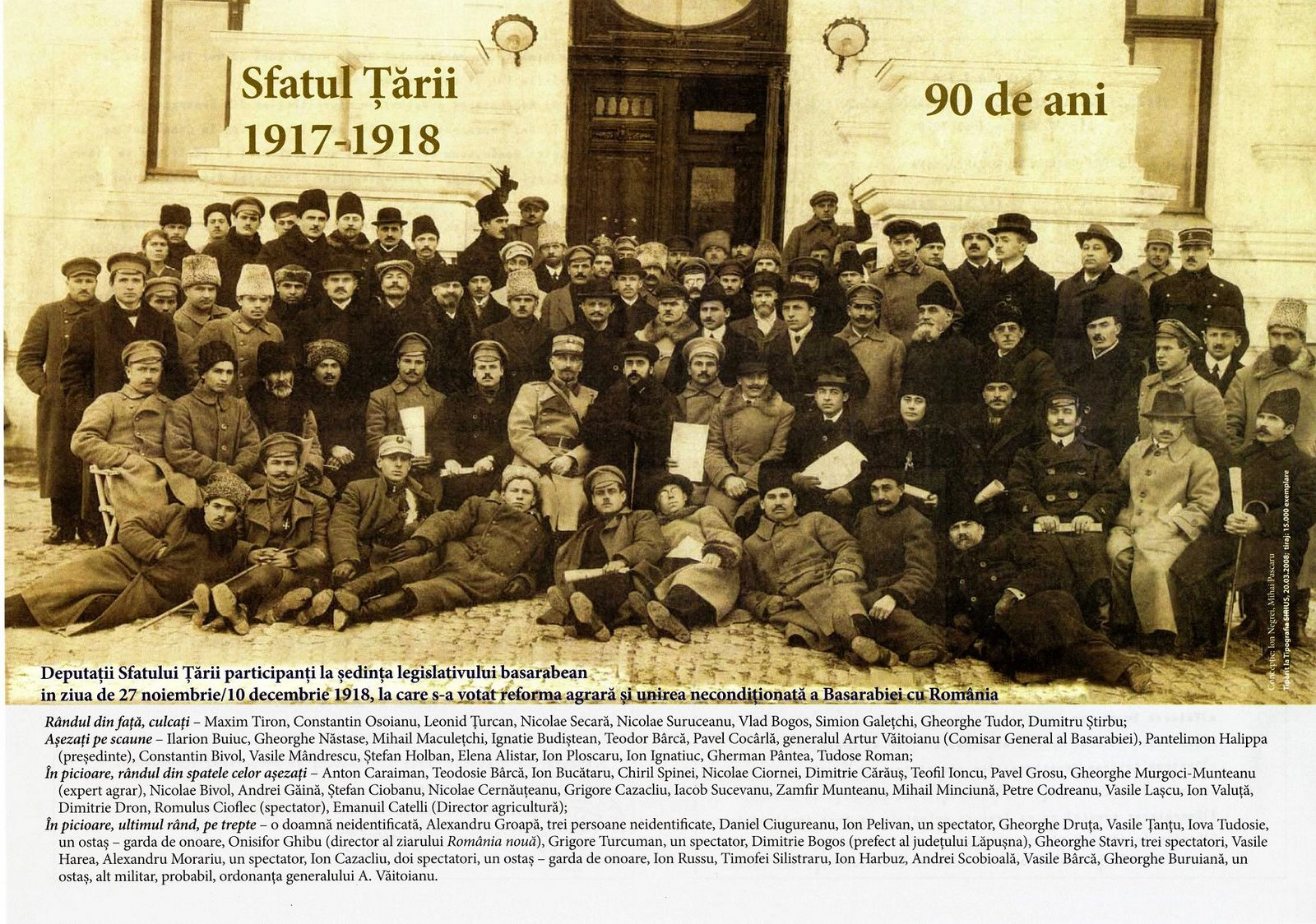
Membrii Sfatului Țării, 10 decembrie 1918.
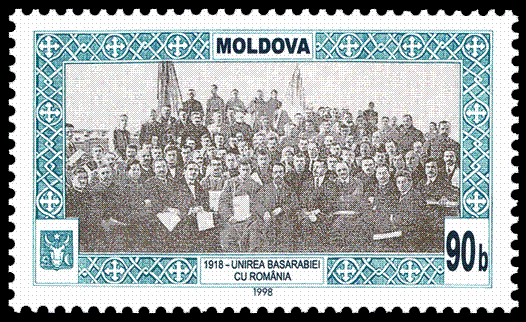
Membrii Sfatului Țării pe un timbru moldovenesc din 1998.